# The New Standard
The New Standard från 1996 är ett musikalbum av pianisten Herbie Hancock.

## Låtlista
1. New York Minute (Don Henley/Danny Kortchmar/Jai Winding) – 8:35
2. Mercy Street (Peter Gabriel) – 8:36
3. Norwegian Wood (This Bird Has Flown) (John Lennon/Paul McCartney) – 8:07
4. When Can I See You (Kenny "Babyface" Edmonds) – 6:17
5. You've Got It Bad, Girl (Stevie Wonder/Yvonne Wright) – 7:15
6. Love Is Stronger Than Pride (Sade Adu/Andrew Hale/Stuart Matthewman) – 8:00
7. Scarborough Fair (Paul Simon/Art Garfunkel) – 8:24
8. Thieves in the Temple (Prince) – 7:33
9. All Apologies (Kurt Cobain) – 5:08
10. Manhattan (Island of Lights and Love) (Herbie Hancock/Jean Hancock) – 4:06
11. Your Gold Teeth II (Donald Fagen/Walter Becker) – 5:14

## Medverkande
- Herbie Hancock – piano
- Michael Brecker – tenor- och sopransaxofon
- John Scofield – akustisk gitarr, elgitarr
- Dave Holland – bas
- Jack DeJohnette – trummor, slagverk
- Don Alias – slagverk

## Listplaceringar
| Lista (1996) | Topplacering |
| ------------ | ------------ |
| Schweiz      | 45           |
| Sverige      | 39           |